# Octavio Pozo
Octavio Ernesto Pozo Miranda (Santiago del Cile, 31 luglio 1993) è un calciatore cileno, centrocampista del San Marcos de Arica.